# Ganga Singh
Ganga Singh (Bikaner, 3 ottobre 1880 – Mumbai, 2 febbraio 1943) fu maharaja di Bikaner dal 1888 al 1943.
È noto soprattutto come un moderno riformista visionario e fu inoltre l'unico membro straniero dell'Imperial War Cabinet durante la prima guerra mondiale.

## Biografia
Ganga Singh nacque il 3 ottobre 1880, figlio terzogenito e minore del maharaja Lal Singh, e fratello di Dungar Singh.
Succedette a suo fratello il 16 dicembre 1888, ed inizialmente venne educato privatamente per poi passare al Mayo College di Ajmer dal 1889 al 1894. Dal 1895 al 1898, venne posto sotto la guida di Thakur Saheb Lall Singh Ji "Churu" per un corso amministrativo, imparando il funzionamento dello Stato.

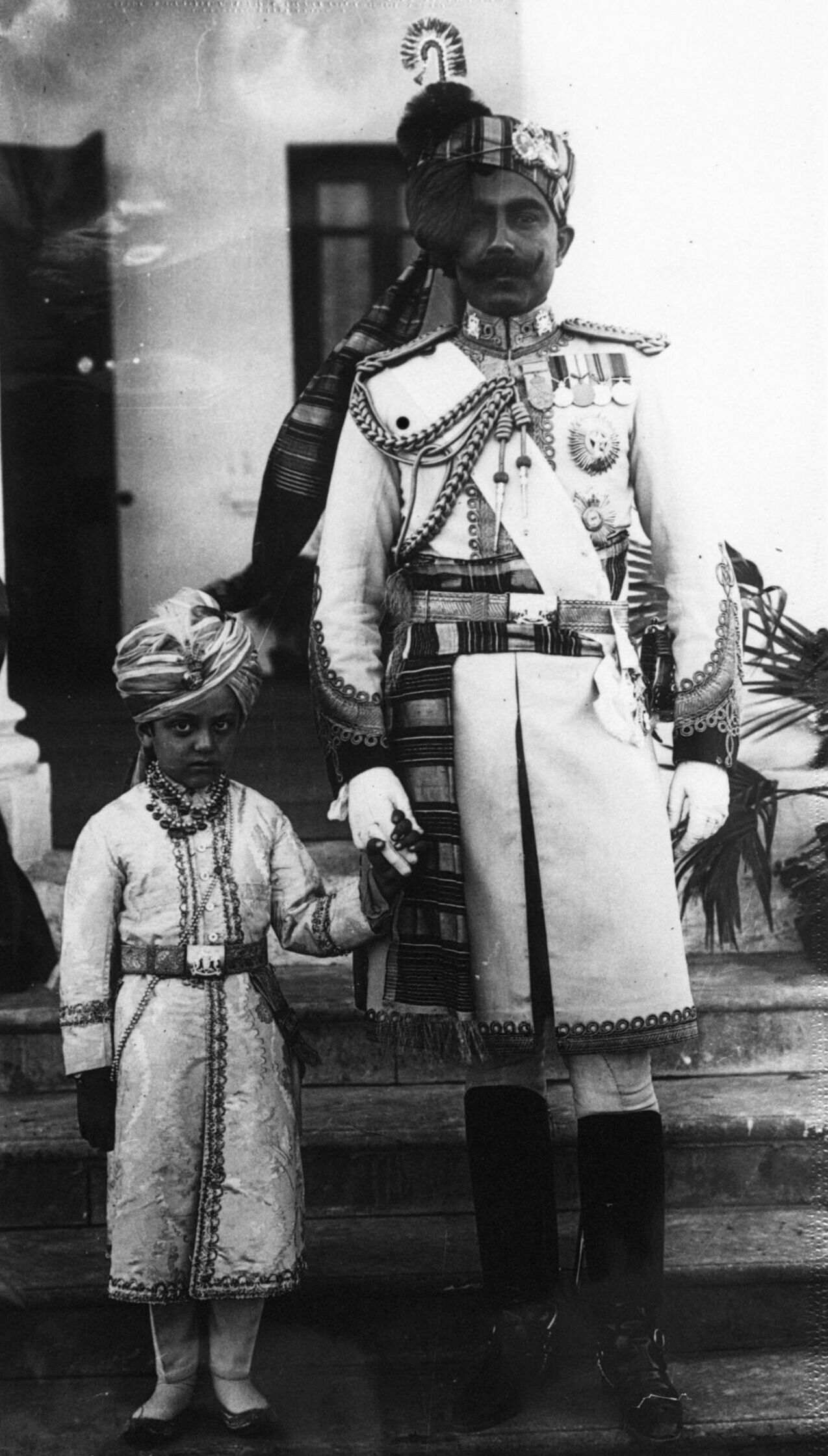
Sir Ganga Singh con suo figlio nel 1914

Per l'addestramento militare, venne inviato a Deoli nel 1898 e fu attaché del 42nd Deoli Regiment, che aveva la reputazione di essere uno dei migliori corpi militari in India al comando del tenente colonnello Bell. Durante la prima guerra mondiale, comandò il Bikaner Camel Corps che prestò servizio in Francia, Egitto e Palestina.
Come regnante, egli stabilì una corte suprema di giustizia con sede a Bikaner, presieduta da un giudice affiancato da due assistenti. Il Bikaner fu il primo Stato del Rajasthan a dotarsi di questa struttura e Ganga Singh fu il primo maharaja a consentire ad un organo statale di amministrare equamente ed in totale indipendenza dal suo giudizio la giustizia. Riformò anche il sistema delle prigioni stabilendo che i prigionieri detenuti nel Bikaner dovessero produrre dei tappeti che poi sarebbero divenuti proprietà dello Stato e sarebbero stati venduti sui mercati internazionali, destinando questi fondi al benessere cittadino. Nel 1913 annunciò di voler creare un'assemblea rappresentativa.
Introdusse un'assicurazione sulla vita per i dipendenti statali e fu uno dei primi monarchi indiani a vietare, con il Sharada Act, i matrimoni tra minori. Nel 1898-1900 fronteggiò con successo una terribile carestia che colpì l'intera area del suo regno e promosse la costruzione della città di Sri Ganganagar per trasferirvi nuovi cittadini ed implementare l'agricoltura locale.
Nel 1902 venne nominato aiutante di campo del principe di Galles, continuando poi il suo servizio anche quando questi divenne sovrano col nome di Giorgio V nel 1910. Membro del Central Recruiting Board-India nel 1917, rappresentò l'India alla Conferenza Imperiale di Guerra del 1917, all'Imperial War Cabinet ed alla conferenza di pace di Parigi del 1919, oltre a divenire cancelliere della Camera dei Principi indiana dal 1920 al 1926. Rappresentò inoltre l'India come delegato alla quinta sessione della Lega delle Nazioni nel 1924.

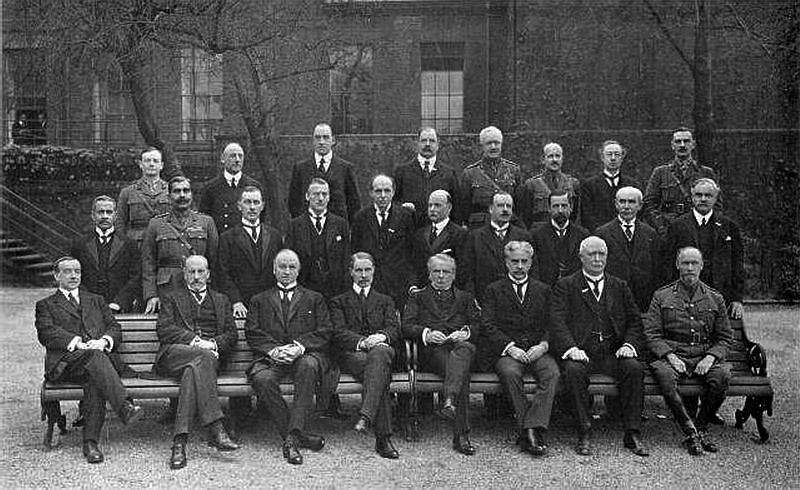
Il maharaja Sir Ganga Singh (fila centrale, il secondo da sinistra) come membro dell'Imperial War Cabinet, al No. 10 Downing Street, nel 1917.

Nel 1902 iniziò la costruzione del Palazzo di Lalgarh a Bikaner (così nominato in memoria di suo padre Lall Singh), completato poi nel 1926 e nel contempo si impegnò per la costruzione della prima ferrovia di stato e per l'arrivo dell'elettricità.
Il maharaja fu inoltre patrono della Benares Hindu University e della Sri Bharat Dharam Mahamandal, vicepresidente dell'East India Association e del Royal Colonial Institute, membro dell'Indian Gymkhana Club e dell'Indian Army Temperance Association, del Consiglio Generale dei colleges di Mayo e Daly, dell'Indian Society of Oriental Art, dell'Indian Society-London, della Bombay Natural History Society, e fu il primo meombro della Indian Red Cross Society. Singh fu un famoso massone indiano del suo tempo.
Sposò in prime nozze nel luglio del 1897 la principessa Vallabhkuver Sahiba di Pratapgarh; alla morte di questa il 19 agosto 1906, si risposò poi con un'altra moglie ed in terze nozze prese la principessa Sri Bhatiyaniji Sahiba di Bikamkor dalla quale ebbe quattro figli e due figlie.
Il maharaja morì il 2 febbraio 1943, all'età di 62 anni, e venne succeduto da suo figlio Sadul Singh.